# Thamnosophis epistibes
Thamnosophis epistibes är en ormart som beskrevs av Cadle 1996. Thamnosophis epistibes ingår i släktet Thamnosophis och familjen snokar. Inga underarter finns listade.
Denna orm förekommer på östra Madagaskar. Den lever i fuktiga skogar och den besöker angränsande landskap när det finns trädgrupper. Arten äter groddjur och andra små ryggradsdjur. Honor lägger ägg.
Beståndet hotas av skogarnas omvandling till jordbruksmark. Hela populationen anses fortfarande vara stor. IUCN listar arten som livskraftig (LC).